# Deshler (Ohio)
Deshler és una població dels Estats Units a l'estat d'Ohio. Segons el cens del 2000 tenia 1.831 habitants.

## Demografia
Segons el cens del 2000, Deshler tenia 1.831 habitants, 702 habitatges, i 504 famílies. La densitat de població era de 312,8 habitants per km².
Dels 702 habitatges en un 34,6% hi vivien nens de menys de 18 anys, en un 57,5% hi vivien parelles casades, en un 8,7% dones solteres, i en un 28,1% no eren unitats familiars. En el 24,8% dels habitatges hi vivien persones soles el 13,1% de les quals corresponia a persones de 65 anys o més que vivien soles. El nombre mitjà de persones vivint en cada habitatge era de 2,55 i el nombre mitjà de persones que vivien en cada família era de 3,02.
Per edats la població es repartia de la següent manera: un 27% tenia menys de 18 anys, un 8,6% entre 18 i 24, un 27,4% entre 25 i 44, un 20,1% de 45 a 60 i un 16,9% 65 anys o més.
L'edat mediana era de 35 anys. Per cada 100 dones de 18 o més anys hi havia 89,4 homes.
La renda mediana per habitatge era de 36.897 $ i la renda mediana per família de 44.145 $. Els homes tenien una renda mediana de 31.360 $ mentre que les dones 23.810 $. La renda per capita de la població era de 16.639 $. Aproximadament el 5,6% de les famílies i el 7,5% de la població estaven per davall del llindar de pobresa.

## Poblacions més properes
El següent diagrama mostra les poblacions més properes.